# Айзък Куоки
Айзък Куоки (на английски: Isaak Kuoke) е ганайски футболист, полузащитник. Висок е 176 см и тежи 67 кг. Най-известен като футболист на Берое. Куоки защитава цветовете на българския тим между 2004 и 2007 г.

## Кариера
Започва кариерата си в Асанте (Котоко) през 1995 г. През 1999 г. преминава в СК Наджран и играе два сезона в шампионата на Саудитска Арабия. През 2001 г. изкарва проби в ЦСКА (София), но трансферът му в тима на „армейците“ пропада. Впоследстие Куоки се завръща в родината си.
През 2004 г. Куоки подписва с Берое, който по това време се е завърнал в А група. След силни изяви за заралии, интерес към Куоки отново проявява ЦСКА. Все пак халфът остава в Берое и изиграва 27 мача през сезона, в които вкарва 4 гола.
На 18 септември 2005 г. Куоки вкарва хеттрик срещу тима на Левски в среща, завършила 4:4. След празнуването на третия гол, ганаецът си изкарва и червен картон. Докато е в тима, Куоки е най-резултатният играч в мачовете със „сините“ от последното десетилетие с общо 4 гола.
През 2007 г. напуска Берое след 79 мача и 12 гола за заралии. Малко след като прекратява договора си, Куоки е близо до Черноморец (Бургас).
През 2008 г. играе за Ийбъни Интернешънъл.